# The Yaqui Girl
The Yaqui Girl er en amerikansk stumfilm fra 1910.